# Three Sisters Lakes Park
Three Sisters Lakes Park är en park i Kanada.   Den ligger i provinsen British Columbia, i den centrala delen av landet, 3 400 km väster om huvudstaden Ottawa. Three Sisters Lakes Park ligger 905 meter över havet.
Terrängen runt Three Sisters Lakes Park är kuperad. Trakten runt Three Sisters Lakes Park är nära nog obefolkad, med mindre än två invånare per kvadratkilometer.. Närmaste större samhälle är Hixon, 14,0 km söder om Three Sisters Lakes Park.
I omgivningarna runt Three Sisters Lakes Park växer i huvudsak blandskog.